# Live in Hokkaido 1995.12.4 Bootleg
Live in Hokkaido 1995.12.4 Bootleg è un live album degli X Japan uscito il 21 gennaio 1998. Venne registrato il 12 aprile 1995 al Sapporo Tsukisamu Green Dome durante un concerto di beneficenza per le vittime del Gran Terremoto Hanshin del 17 gennaio 1995. Il cd contiene solo una parte del concerto e gli è stato dato l'appellativo di Bootleg per la scarsa qualità audio.

## Tracce
1. Amethyst - 6:17 (YOSHIKI - YOSHIKI)
2. Rusty Nail - 5:42 (YOSHIKI - YOSHIKI)
3. Sadistic Desire - 5:45 (YOSHIKI - HIDE)
4. SCARS - 7:22 (HIDE - HIDE)
5. DAHLIA - 8:11 (YOSHIKI - YOSHIKI)
6. WEEK END - 6:04 (YOSHIKI - YOSHIKI)
7. ENDLESS RAIN - 5:38 (YOSHIKI - YOSHIKI)
8. KURENAI - 7:14 (YOSHIKI - YOSHIKI)
9. Longing - 8:00 (YOSHIKI - YOSHIKI)
10. Drum Break - 1:38 (YOSHIKI - YOSHIKI)
11. Unfinished - 3:17 (YOSHIKI - YOSHIKI)
12. X - 8:46 (YOSHIKI - YOSHIKI)